# Волуша (округ)
Волу́ша (англ. Volusia county) — округ штата Флорида Соединённых Штатов Америки. На 2000 год в нём проживало 443 343 человека. По оценке бюро переписи населения США в 2008 году население округа составляло 498 036 человек. Окружным центром является город Де-Ленд, хотя самым известным городом округа является Дейтона-Бич, а самым населённым — Делтона.

## История
Округ Волуша был сформирован в 1854 году. Он был назван по названию порта Волуша на реке Сент-Джонс. Точное происхождение слова «Волуша» неизвестно.

## Достопримечательности
- Охраняемое побережье Канаверал (частично на территории округа).